# Араратская кошениль
Араратская кошениль, или армянская кошениль, (лат. Porphyrophora hamelii) — вид насекомых отряда полужесткокрылых подотряда кокцидовых, относится к роду Porphyrophora. В научной литературе встречаются также названия «персидская кошениль» и «кирмиз». В письменных источниках впервые упоминается в V веке у Лазара Парпеци. В древности была широко распространена в Армении, в том числе в долинах горы Арарат, в Азербайджане и некоторых районах Турции. На сегодняшний день присутствует в Армении, Азербайджане, Турции и Иране. Эндемик солончаковой полупустыни, расположенной вдоль среднего течения реки Аракс.
Кошениль ведет преимущественно подземный образ жизни, живёт на корневищах двух видов злаков, растущих в солончаковых почвах — прибрежницы (Aeluropus littoralis) и тростника (Phragmites australis).
Из кошенили получают краситель кармин.

## Этимология названия
Видовое латинское название было дано в честь русского учёного Иосифа Гамеля (1788—1862), который посетил Арарат в 1830 году.
Название «кермес» происходит из персидского слова для обозначения червя. Из слова «кермес» в дальнейшем были получены слова «малиновый» («crimson») и «кармин». Древнеперсидским названием является «сакирлат», которое в латинском стало «скарлатум», а в английском «скарлет».
А. Мейе перечисляет соответствия слова «червяк»: санскритское kŕmih, ново-персидское kirm, литовское kirmis.

## Описание

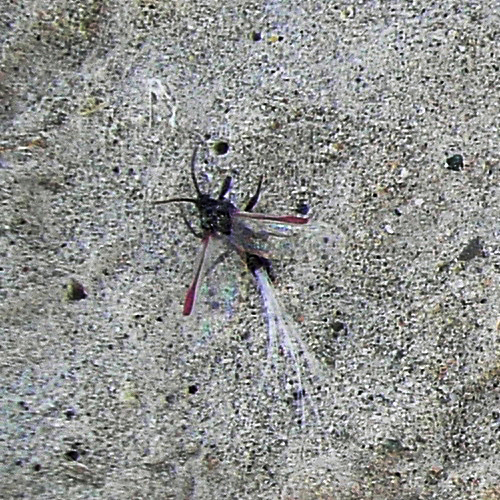
Самец

На всех стадиях развития имеет красный цвет, обусловленный наличием красного пигмента кармина. Характерен резко выраженный половой диморфизм.
Половозрелая самка — бескрылое, овальное, темно-вишневого цвета, малоподвижное насекомое. Длина тела 2—12 мм, ширина 1—6 мм, вес 2—100 мг (средний вес 27,1 мг). Тело сегментированное, без четкого разделения на голову, грудь и брюшко. Ноги короткие, слабо развиты. Глаза простые, слабо выпуклые. Усики 11—12-члениковые. Наружный покров мягкий, эластичный, несклеротизированный, покрыт нежными волосками. Тело покрыто восковыми выделениями, продуцируемыми специальными железами, находящимися на поверхности тела.
Самцы резко отличаются от самок. Длина тела 2—4,5 мм, ширина 0,4—1,3 мм, вес 0,6—3,4 мг. Тело четко подразделено на голову, грудь и брюшко. От груди отходит 1 пара прозрачных крыльев с темно-красной каемкой по переднему краю. Глаза сложные, фасеточные, большие. Усики 13-члениковые. Ноги длинные, приспособлены к сравнительно быстрому передвижению. На заднем конце тела со спинной стороны имеются 2 пучка серебристых восковых нитей, которые в 2—3,5 раза длиннее тела.
Половая система половозрелых самок, которые вышли на поверхность почвы из цист с целью спаривания, занимает значительную часть их брюшной полости. Она образована парными яичниками, парным и непарным яйцеводами, вагиной и сперматеками. Яичники состоят из двух длинных, извитых яйцевыводящих трубок, вокруг которых радиально располагаются однокамерные яйцевые трубочки — овариолы разной степени развития. На поверхности яйцевыводящих трубок в жировом теле имеются парные образования неопределенной формы — мицетомы. К началу инцистирования личинок яичники самок представлены двумя протоками со множеством сферических выпячиваний — фолликулов. Перед вступлением ооцитов в период роста яичники приобретают розовый цвет за счет появления пигмента — кармина в фолликулах. В период вителлогенеза (процесс синтезирования и накопления желтка в ооцитах во время фазы их быстрого роста) вместе с процессами накопления желтка в ооплазме в виде крупных гранул происходит интенсивное увеличение количества более мелких гранул, имеющих разные оттенки красного цвета. Перед выходом самок из цист в фолликулах яичников происходит увеличение и рост ооцитов и обособление питающих клеток в апикальной части каждого ооцита. В результате этих процессов овариолы приобретают грибовидную форму. Параллельно в плазме ооцитов продолжаются процессы накопления пигментных гранул, которые придают им ярко-красную окраску. Наряду с этим процессом идет и рост мицетома. При этом в нём имеются округлые клетки мицетоциты, при разрыве которых освобождается масса мелких бактериевидных симбионтов. Такие же образования имеются у базального основания овариолы. Вероятно, симбионты проникают в плазму ооцита ещё до формирования хориона и выполняют не только трофическую и санитарную функции, но и определённую роль в синтезировании карминовой кислоты. На яичниках араратской кошенили выявлен также и второй вид мицетома.

## Жизненный цикл
Яйца зимуют в почве примерно 7 месяцев (сентябрь—март). Весной (март—апрель) вылупляются продолговатые личинки с ногами и усиками и с очень длинными хоботковыми щетинками; они присасываются преимущественно под влагалищами чешуек корневищ pастений, из которых и высасывают соки. Личинки самок приобретают вначале грушевидную, затем эллиптически шаровидную форму, при этом теряют конечности и усики, образуют цисту, в которую заключаются сами личинки, высовывая наружу лишь хоботковые щетинки, вонзенные в ткань корневищ. Циста и заключенная в ней личинка увеличиваются до 6,5 мм в диаметре (величиной в горошину). В конце августа внутри цисты происходит метаморфоз, то есть образование самок с оформленными конечностями и усиками.
Личинки самцов также образуют цисту, но меньшего размера (до 2,5 мм в диаметре), которые располагаются ближе к поверхности земли. Личинки последнего возраста по внешнему виду ничем не отличаются от маленьких самок. Последние в средних числах августа до начала сентября, в утренние часы, выходят из цист, взбираются на поверхность земли, несколько часов ползают по ней, затем снова входят в почву, обволакиваются белым восковым пушком и превращаются в нимфу.
В начале сентября, ранним утром взрослые самки и крылатые самцы выходят на поверхность земли с целью спаривания. Самцы после спаривания погибают, а самки зарываются в землю и на глубине 1-5 см, реже на поверхности земли обволакиваются белым пушком из тончайших восковых нитей, похожих на хлопья ваты. В таком яйцевом мешке и откладывают яйца.
Араратская кошениль, как и все представители рода Роrphyrophora, в году имеет одно поколение.
Основным красящим веществом разных видов кошенили является карминовая кислота. Наибольшее её количество (до 95 %) содержится в армянской кошенили

## Использование человеком
Несмотря на то, что в древности для окрашивания использовались различные насекомые, из Ирана сообщается только о кошенили, известной как «кырмыз» или «кермес». Сообщения о нём прослеживаются к доисторическому периоду. На протяжении веков Персия была известным производителем кермеса. Около 1100 года до н. э. кермес проникает в Ассирию, а оттуда в Грецию, Рим и Испанию.
Кошениль является наиболее красивым и ценным красителем, из которого получаются малиновая и карминовая краски. Они производятся из самок насекомого. Они упоминаются уже царем Ассирии Саргоном II, как происходящие из северной Персии и Армении.
Н. Зотова приводит мнение, что в древности араратская кошениль ценилась больше других видов за высокое качество и приводит пример, как в III в. н. э. персидский царь подарил римскому императору Аврелиану окрашенную в красный цвет шерстяную ткань, краски для которой были получены из некоего «червяка», разводимого в Армении. Первые письменные свидетельства об араратской кошенили относятся к V в. у армянского историка Лазаря Парпеци. Об араратской кошенили говорят и средневековые арабские писатели.
В книге «Сайдан» средневековый учёный Бируни сообщается о черве, встречающемся в Иранском Азербайджане и Дарабджирде (Южном Иране) и известном под именем кирмиз, который называют также «червь красильщиков».
Согласно источникам, культура кошенили сосредоточивалась в Армении, в районе Дабиля, и в Азербайджане, в районе Барда, откуда кошениль в IX—-X вв. вывозилась в разные страны, даже в Индию.
Средневековый персидский поэт Низами Гянджеви, родившийся в городе Гянджа, - ныне город в Азербайджанской Республике, известном своими шёлковыми и шерстяными коврами, упоминает «гирмиз» в произведении Искандер-наме
Лятиф Керимов отмечает, что из достоверных источников известно насекомое красного цвета, встречающееся в Азербайджане и называемые гырмыз. Это насекомое, которое в современную эпоху ткачи и красильщики Азербайджана обозначают словом «гурд», персы — «дане», русские — «кошениль», совпадает с тем, которое получило название гырмыз.
Иранский географ XIV века Хамдуллах Казвини говорит о культуре кошенили (близ города Маранд, в Южном Азербайджане.
Археологи Баркова и Полосьмак полагают, что для окраса самого древнего сохранившегося ворсового ковра использовалась т. н. армянская кошениль, однако, анализ Вайтинга показал, что для окраса в карминоносном красителе ворсовой нити содержалось 10 % кермесовой кислоты, что дает основание определить этот краситель как польскую кошениль.
Из самок араратской кошенили добывают красную краску — кармин, которая широко использовалась в Армении для окрашивания пряжи и нитей, красок и чернил. Этой краской, которая сохранила насыщенный пурпурный цвет до нашего времени, расписаны армянские миниатюры в средневековых рукописях. Ею же окрашена пряжа, из которой сотканы армянские ковры.
С XVI века промысел по разведению араратской кошенили пошел на убыль. На мировом рынке появилась мексиканская кошениль. Насекомые из Нового Света были мельче араратских, но обладали рядом неоспоримых достоинств.
Открыватель вида Иосиф Гамель отмечал, что по состоянию на 1835 год араратская кошениль практически полностью вышла из употребления. Сперва она была вытеснена встречающимся в Европе и Азии древесным видом кошенили — Coccus quercus coccieferae, а затем корневой польской кошенилью Coccus radicum. Однако автор отмечает, что данный вид всё ещё употреблялся кудскими женщинами для производства тканей и ковров. Также сообщалось об использовании кошенили «татарскими» (азербайджанскими) красильщиками в Хойской области Ирана.
Стремясь сократить ввоз в страну импортных продуктов, правительство РСФСР обратилось в МГУ им. М. В. Ломоносова с запросом о возможности замены мексиканской кошенили каким-либо отечественным источником кармина. Ответ на этот запрос был получен от энтомолога Бориса Сергеевича Кузина, ему же было поручено исследовать это насекомое. Кошениль была найдена, и началось её изучение и промысел, однако их развитию помешала Вторая Мировая война, а затем и послевоенные неурядицы. Проект по изучению араратской кошенили был возобновлен только в 1971 году, но до разведения её в промышленных масштабах дело так и не дошло.

## Галерея

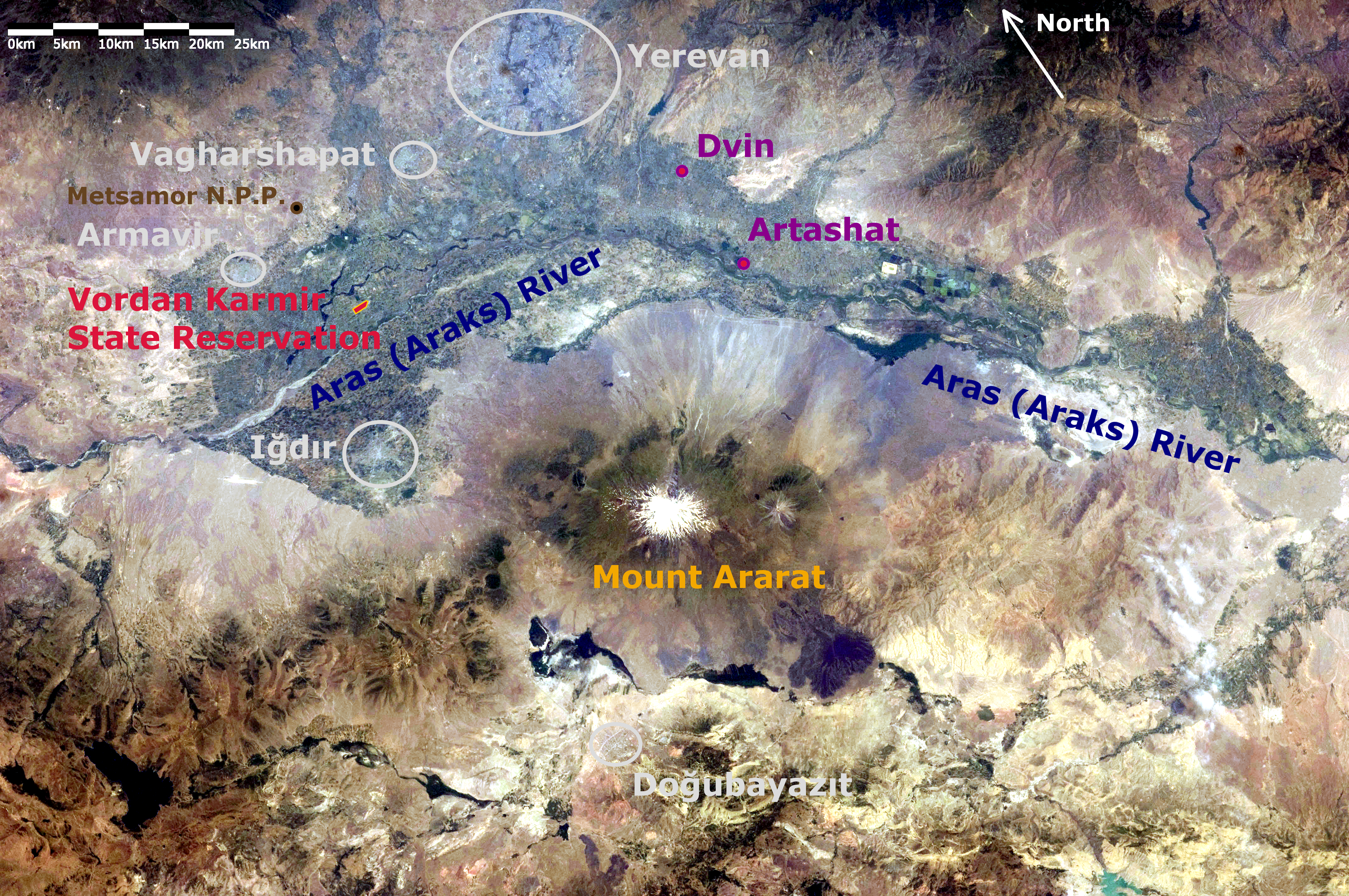
Карта ареала
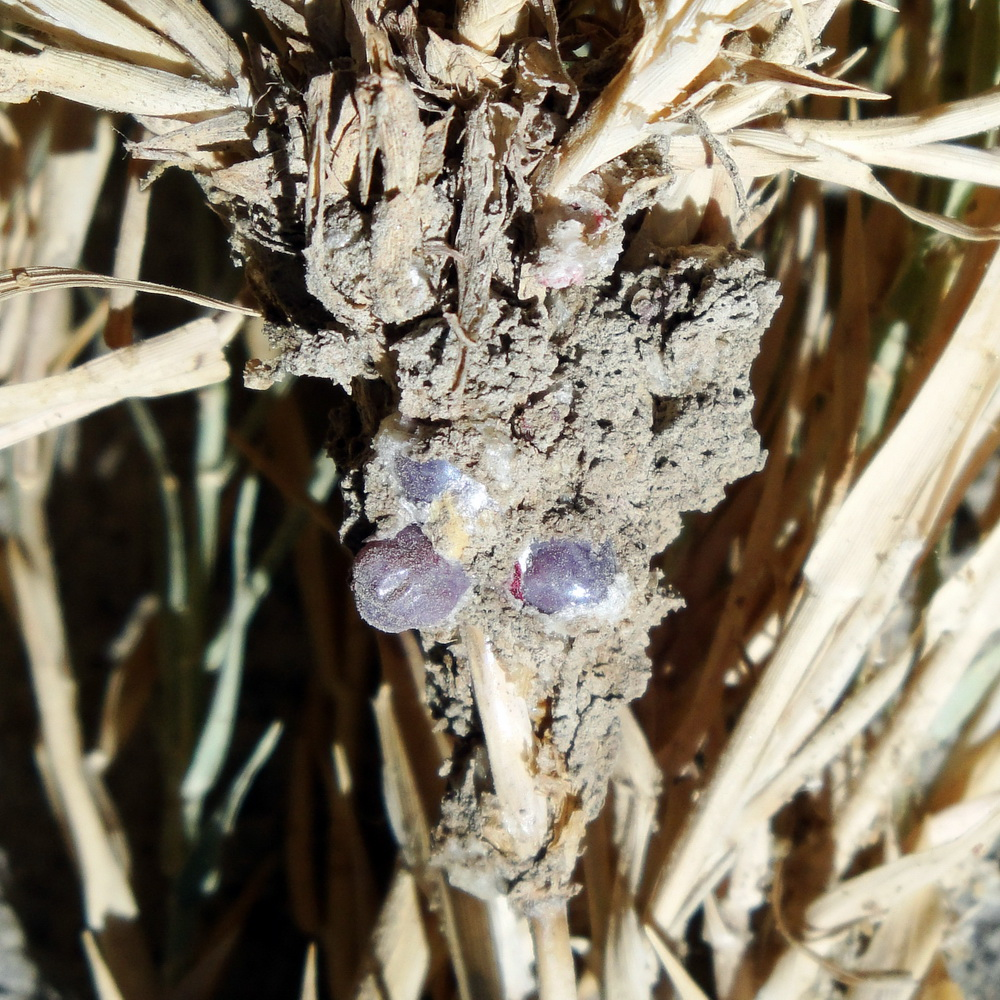
Цисты кошенили вокруг корней питающего злака
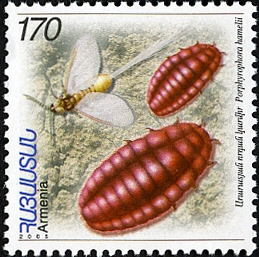
Араратская кошениль на марке республики Армения